# Anastassia Vertínskaia
Anastassia Aleksàndrovna Vertínskaia (rus: Анастаси́я Алекса́ндровна Верти́нская, Moscou, 18 de desembre de 1944) és una actriu soviètica i russa, famosa al seu país en la dècada del 1960 per les seves actuacions a les pel·lícules Alie parusa, Txelovek-amfibia) i Hamlet de Grigori Kózintsev.
A la dècada de 1990, desil·lusionada amb l'estat del cinema al seu país, va marxar a l'estranger a ensenyar i va passar 12 anys a França, Anglaterra, Estats Units i Suïssa. El 1988 Vertinskaia fou designada Artista del Poble de Rússia. També ha rebut l'Orde de la Insígnia d'Honor (2005) i l'Orde de l'Amistat (2010).

## Biografia

### Infantesa
Anastasia Vertinskaia va néixer el 19 de desembre de 1944 a Moscou, poc després que el seu pare, el famós cantautor Alexander Vertinski tornés de Harbin amb la seva esposa, la pintora i actriu georgiana Lidia Vertinskaia (nascuda Tsirgvava). Anastasia i la seva germana Marianna (un any més gran) van passar els seus primers anys a l'hotel Metropol de Moscou; va ser només el 1946 que la família va rebre un pis adequat al carrer Gorki, 14. La seva infància va ser feliç: creixent en una família bilingüe, Anastasia gaudia d'un entorn estimulant intel·lectualment i de la rica atmosfera cultural del cercle dels seus pares. Les dues germanes assistien a una escola ordinària; estudiar la música i les llengües estrangeres eren considerats com a prioritats educatives pels seus pares.
Vertinsky mai va renyar a les seves filles per fracassos, que en van tenir molts, ja que, com va recordar Anastasia després, es va preocupar més d'explorar la gran biblioteca del seu pare que dels estudis escolars. Alexandre va desenvolupar la seva pròpia manera de tractar els problemes de les seves filles. "Ell solia dir:" Ara, la notícia del teu comportament dolent em fa patir enormement" i vaig intentar d'alguna manera aprofitar aquest fet desagradable, si només per alleujar-lo d'aquests patiments", va recordar Vertinskaia dècades després.

### Carrera artística
La jove Anastasiia estava pensant en fer la carrera de lingüística, però les coses van canviar durant la nit del 1961, quan amb només 16 anys el director de cinema Aleksandr Ptuixkó la va abordar personalment per al paper d'Assol a Alie parusa. El drama romàntic adolescent basat en la novel·la d'Aleksandr Grin va esdevenir un èxit instantani, convertint Anastasia en una celebritat nacional. Moltes de les futures estrelles del cinema soviètic, incloses Vassili Lanovoi, Ivan Pereverzev, Serguei Martinson i Oleg Anofriev, van estar al repartiment, però, segons van comentar els crítics, va ser l'apassionada actuació de Vertinskaya qui va donar a la pel·lícula el seu flaire. 23 milions de persones van veure la pel·lícula durant el primer any.
El 1962 Vertinskaia va protagonitzar Txelovek-amfibia, adaptació de Guennadi Kazanski i Vladimir Txebotarev de la novel·la de ciència-ficció del mateix títol d'Aleksandr Beliàiev. Com a Gutierrez, una jove jove enamorada d'un home amfibi, Vertinskaia va haver de passar per unes difícils sessions de rodatge submarí a la tardor que va realitzar tot sola, sense que hi hagués cap doble. La pel·lícula es va convertir en l'èxit de taquilla soviètic del 1962. "Vertinskaia era ara una marca. La gent anava al cinema per veure-la, concretament", va recordar més tard el seu futur marit Nikita Mikhalkov. Tot això va canviar de forma espectacular la vida de l'actriu adolescent. "En aquells dies no hi havia guardaespatlles. Jo viatjava amb tramvia fins als meus estudis. Vaig haver de fer cua per pa com tots els altres. No només em van reconèixer, van fer un punt de em tocaven també ... En aquells dies en què vaig desenvolupar la por a les multituds ... Aquesta immensa violència psíquica em va embruixar durant aquests anys ", va recordar després.

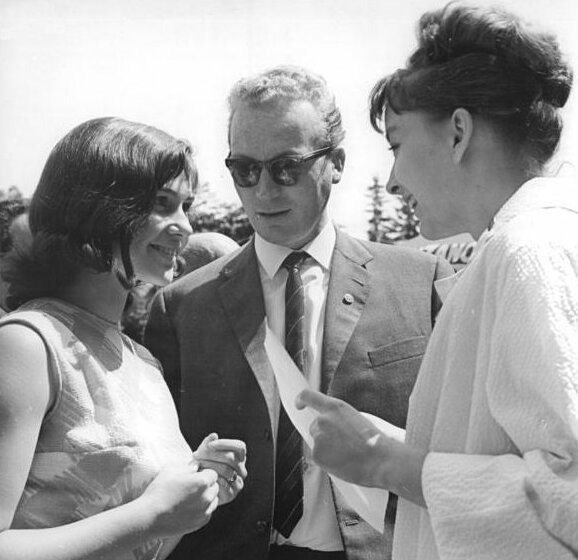
Al Festival Internacional de Cinema de Karlovy Vary amb Renate Blume, 1964

El 1962 Vertinskaya es va unir al grup del Teatre de Drama Puixkin de Moscou. Això va significar que a partir d'aleshores va haver de recórrer contínuament el país amb les llavors conegudes “brigades teatrals”. El 1963, assistida per Liudmila Maksakova, amiga de la seva germana gran Marianna, Vertinskaia es va inscriure a l'Institut Boris Xtxukin de Teatre. L'afany d'actuar de la jove actriu era, segons les seves paraules, "gairebé maníac". Nikita Mikhalkov va ser un dels seves companys estudiants. Es van enamorar i es van casar el 1966, només per divorciar-se tres anys després.
El paper d'Ofèlia a la pel·lícula de Grigori Kózintsev film Hamlet (1964) (protagonitzada per Innokenti Smoktunovski) va fer Vertinskaya coneguda internacionalment i va resultar ser un punt d'inflexió en la seva carrera. Com Kozintsev va escriure després, la força de Vertinskaia era la seva "fràgil puresa i aquest aspecte renaixentista que tenia". Per a la jove actriu que treballava al costat de mestres com Smoktunovski va resultar ser inestimable pel que fa a l'aprenentatge, introduint la jove actriu a molts dels que va anomenar "els secrets d'aquesta cuina màgica". "Ofèlia em va fer adonar per primera vegada que actuar efectivament era el meu destí," va dir més tard.
Mentre encara es trobava a l'Institut del Teatre Xtxukin, Vertinskaia va rebre el paper de la princesa Bolkonski en l'adaptació èpica de Serguei Bondartxuk de Guerra i pau de Lev Tolstoi (1966–1967). Va ser el seu retrat sensual, emotivament naïf, que va donar a aquest personatge una nova dimensió humana.
Vertinskaia va dir que va ser Guerra i Pau la que li va ensenyar a "crear un subcorrent tràgic profund en una cosa que al seu davant no porta cap rastre de tragèdia". Menys famosa, però encara molt respectable, va ser la seva interpretació com a Kittie Xtxerbatskaia a l'adaptació d'Aleksandr Zarkhi d'Anna Karenina de 1968. Entre d'altres pel·lícules de Vertinskaya, a finals dels anys seixanta, hi havia: Ne goryui!, de Gueorgui Danelia), Slutxai s Poluninim, adaptat del llibre de Konstantin Simonov i Prejdevremenni txelovek, adaptació d'Abram Room de la novel·la inacabada de Maksim Gorki Yakov Bogomolov.
A mesura que passava el temps, Vertinskaia se sentia cada vegada més descontenta amb el que passava al seu voltant, tant a l'escenari com a fora. Vint anys després, un crític la va anomenar "símbol de les dècades": "Als anys 60 era una nena somniadora, als anys 70 un emblema d'estil, als anys 80 un ídol de pel·lícula." La sensació de frustració que hi havia a l'aire la va tocar també. El treball posterior de Vertinskaia, inclosa Master i Margarita (1994, dirigida per Yuri Kara i estrenada el 2011), una altra de les seves favorites personals, va ser feta en un context de declivi del cinema i de la cultura nacional en general.

### Retirada

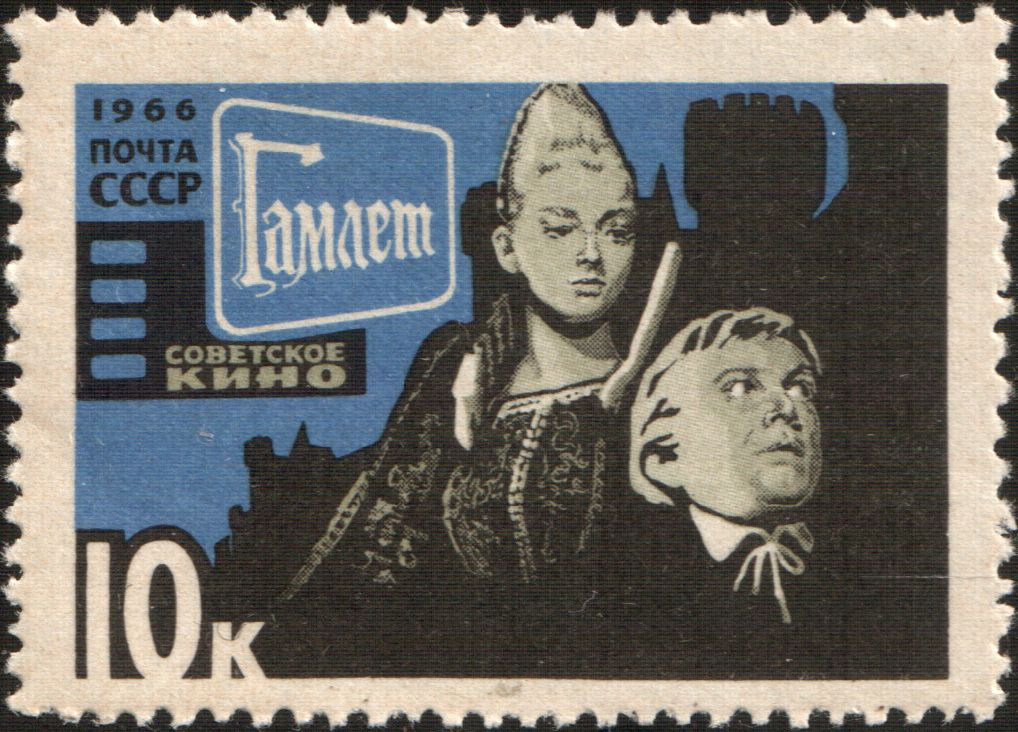
Vertinskaia i Smoktunovski a Hamlet. Segell soviètic del 1966

El 1989 la Universitat d'Oxford va convidar Vertinskaya i Aleksandr Kaliagin a impartir classes magistrals sobre artesania teatral. Va passar els següents 12 anys ensenyant a Anglaterra, França i Suïssa. "Em vaig adonar que havia de reinventar-me literalment set vegades durant la meva vida, en cas contrari, no podria realitzar-me plenament. Per què hauria de seure i queixar-me sobre els bons papers que m'eludien? Heu d'aprendre a girar l'esquena a una escena que no us convé", va explicar després en una entrevista, parlant també de la alleujament que va sentir per haver deixat anar aquesta "preocupació eterna" per la necessitat de ser contínuament demandada.
Després d'Oxford Vertinskaya va ensenyar drama a la Comédie-Française (Théâtre de la République), a l'Escola de Teatre Txèkhov i a l'EFAS (European Film Actor School). La seva obra Chekhov, Act III,, recopilació de tercers actes de les tres obres clàssiques del dramaturg rus fou representada amb èxit al Théâtre Nanterre-Amandiers. Més tard va recordar càlidament l'amor apassionat dels seus estudiants europeus per les arts i la seva determinació.
El 2000 Vertinskaia va tornar a casa. El 2002 va aparèixer a Imago, la producció escènica basada en la interpretació de M. Kurotxkin del Pigmalió de George Bernard Shaw dirigida per Nina Txusova. En la seva entrevista a Izvestia de 2009, Vertinskaia va expressar el seu lament per la falta de papers que es podien trobar al teatre modern rus i va dir que preferiria mantenir-se al marge dels escenaris. "No tinc plans immediats sobre l'escenari i no hi vegi cap drama personal", va dir.
Les dues grans preocupacions de Vertinskaia al segle xxi van ser la benèfica Fundació dels Actors Russos que va fundar el 1991, a més de restaurar i produir els registres del seu pare; tres d'ells van sortir a França. El 2010 Vertinskaia va publicar un llibre de poesia en el que treballava des de fa cinc anys. També participa en el negoci de restaurants del seu fill Stepan Mikhalkov a Moscou.

## Vida privada
El 1967 Vertinskaia es va casar amb Nikita Mikhalkov, ara un reconegut director de cinema i actor rus, aleshores company d'estudis de l'Institut de Teatre Boris Xtxukin. Mig any després de néixer el seu fill Stepan. El matrimoni va durar tres anys. Posteriorment Vertinskaia es va involucrar romànticament amb l'actor Mikhail Kozakov, després va tenir una relació de tres anys amb el cantautor de rock rus Aleksandr Gradski. És una madrastra dels fills d'Anna, Artem i Nadia, els fills de Nikita de la seva segona esposa.

## Filmografia
- 1961: Alie parusa (Алые паруса)
- 1962: Txelovek-amfibia (Человек-амфибия)
- 1964: Hamlet (Гамлет) de Grigori Kózintsev
- 1967: Guerra i pau (Война и мир) de Serguei Bondartxuk
- 1967: Anna Karenina (Анна Каренина) d'Aleksandr Zarkhi
- 1969: Vliublennie (Влюбленные) d'Elior Ixmuhamedov
- 1970: Slutxai s Poluninim (Случай с Полыниным)
- 1972: Ten' (Тень)
- 1972: Prejdevremenni txelovek (Преждевременный человек)
- 1972: Txelovek na svoem meste (Человек на своем месте)
- 1978: Bezimiannaia zvezda (Безымянная звезда)
- 1980: Ovod (Овод)
- 1982: Kraja (Кража)
- 1987: Dni i godi Nikolaia Batigina (Дни и годы Николая Батыгина)
- 1988: Jitie Don Kikhota i Santxo (Житие Дон Кихота и Санчо)
- 1988: Novie prikliutxenia ianki pri dvore korolia Artura (Новые приключения янки при дворе короля Артура)
- 1989: V gorode Sotxi temnie notxi (В городе Сочи темные ночи)
- 1991: Jajda strasti (Жажда страсти)
- 1994: Master i Margarita (Мастер и Маргарита)